# العقدة المساريقية العلوية
العقدة المساريقية العلوية هي عقدة تقع في الجزء العلوي من الضفيرة المساريقية العلوية. تقع بالقرب من منشأ الشريان المساريقي العلوي.

## بنية
العقدة المساريقية العلوية هي نقطة التشابك لأحد الأعصاب قبل وبعد المشبكية في القسم الودي للجهاز العصبي اللاإرادي. وعلى وجه التحديد، تنشأ المساهمات في العقدة المساريقية العلوية من العصب الحشوي الصغير ، والذي ينشأ عادةً من جذور الأعصاب الشوكية العصب الشوكي الصدري 10(T10) والعصب الشوكي الصدري 11(T11). يستمر هذا العصب في تغذية الصائم واللفائفي والقولون الصاعد والقولون المستعرض. بينما يتم تغذية المدخلات الودية للأمعاء الوسطى عن طريق الأعصاب الودية للصدر، يتم تغذية الأعصاب نظيرة الودية عن طريق العصب المبهم، الذي ينتقل على طول الضفائر التي تنشأ من الجذعين المبهمين الأمامي والخلفي للمعدة.

## روابط خارجية
- http://anatomy.uams.edu/anatomyhtml/intestines.html
- "Section 6/6ch2/s6ch2_30". Essentials of Human Physiology. مؤرشف من الأصل في 2016-03-24.